# 官應震
官應震（1568年—1635年），字東鮮，號暘谷，一號陽初，湖廣黃岡（今湖北）人，明朝政治人物，同進士出身。

## 生平
由江西南昌遷居黄冈乌林（今湖北浠水）。萬曆二十二年举湖廣鄉試《尚书》第一人，名列第三名，二十六年（1598年）登戊戌科進士，兵部觀政，次年任南陽縣知縣，丁父忧归，三十一年起补潍县知县，三十六年入计，三十八年考选，授戶科給事中，四十年入垣，首请蠲税疏，不报。屬於楚黨黨魁人物，以攻擊东林黨为事，萬曆四十二年（1614年）揚言东林黨不肖之徒“外資氣魄於李三才，內借威福於葉向高”。光宗時任太常寺少卿，提督四夷馆，不久辞官返籍，崇祯八年卒，年六十八。次子官撫極，曾拜太僕寺卿。著有《大六壬類占》，《宛潍政纪》10卷。